# Emily van Egmond
Emily Louise van Egmond (Sydney, 12 luglio 1993) è una calciatrice australiana, centrocampista della nazionale australiana.

## Carriera

### Club
Figlia d'arte, fin dalla giovanissima età Emily van Egmond vive il mondo del calcio per l'impegno del padre Gary, difensore e divenuto in seguito responsabile tecnico del Newcastle United Jets, che inizia a praticare dai cinque anni d'età.
Dopo aver giocato nelle giovanili del Northern NSW Pride, nel 2008 si accasa nel club del padre per passare la stagione successiva al Canberra United venendo inserita in rosa nella formazione femminile che partecipa alla W-League. Con la squadra di Canberra rimane due stagioni, totalizzando sei presenze nella prima stagione (2009) e sette nella seconda (2010-2011) e andando a segno una volte in entrambe.

## Palmarès

### Club

#### Competizioni nazionali
- Campionato australiano: 1

Melbourne City: 2019-2020
- Campionato tedesco: 1

Wolfsburg: 2016-2017
- Women's Premier Soccer League Elite: 1

Western New York Flash: 2012
- Coppa di Germania: 1

Wolfsburg: 2016-2017

### Nazionale
- AFF Women's Championship Under-16

2009
- Cup of Nations: 2

2019, 2023

### Individuale
- Julie Dolan Medal: 2014